# 長野電鉄屋代線
屋代線（やしろせん）は、長野県千曲市の屋代駅から長野県須坂市の須坂駅までを結んでいた長野電鉄の鉄道路線である。
以前は正式には河東線の一部であり「屋代線」は通称であったが、2002年（平成14年）から運行形態に合わせて屋代線を正式な路線名称とした。
2012年（平成24年）をもって全線が廃止された。

## 路線データ
- 路線距離（営業キロ）：24.4km[1]
- 軌間：1067mm
- 駅数：13駅（起終点駅含む）
- 複線区間：なし（全線単線）
- 電化区間：全線（直流1500V）
- 閉塞方式：自動閉塞式
- 輸送密度
  - 2008年度：450[2]
  - 2009年度：463[2]
  - 2010年度：497[2]
  - 2011年度：475[2]

## 運行形態
廃止時点では全て3500系（元営団3000系）による普通列車2両編成ワンマン運転、屋代駅 - 須坂駅間折り返しで昼間時間帯は約90分毎の運転がされていた。1993年（平成5年）に3500系が投入される前はモハ1500形による単行（1両）運転が多かった。
過去には急行「志賀」「丸池」など国鉄信越本線上野駅方面からの直通列車が設定されていたが、1982年（昭和57年）11月15日に廃止されている。これらの列車は長野電鉄線内では、自社線内運行の特急とは別の「連絡急行」という種別で運行され、自社線区間利用の場合にも急行券が必要だった。
また、須坂経由で長野線と直通する普通列車も設定され、長野市内方面への通勤通学客の便宜を図っていた時期もあったが、川中島バスの長野松代線と比較すると遠回りで、所要時間も運賃も太刀打ちできなかった。
なお、『鉄道要覧』による起点は屋代駅で、駅番号も屋代駅から起番されていたが、列車運行および旅客案内、列車番号の設定においては、須坂駅から屋代駅へ向かう列車が下りで列車番号が奇数、逆方向が上りで列車番号が偶数となっていた。

## 利用方法
前述の通りワンマン運転を実施しており、無人駅では1両目前よりのドアのみ開き、乗車するときは整理券を取り、降車するときは運賃箱に乗車券または運賃を入れる方式、有人駅である松代駅・須坂駅では全てのドアが開き、乗車するときは駅で乗車券を求めて駅改札口で改札（入鋏）を受け、降車のときは駅改札口で整理券と運賃あるいは乗車券を渡す方式であった。屋代駅においては、有人駅ではあるが、降車するときは例外的に1両目前よりのドアのみ開き、運転士に整理券または運賃を渡し、精算済証明書の交付を受け、駅改札口で証明書を渡す方式だった。なお折り返し後の列車に乗車するときは全てのドアが開き、駅では当該線内の駅までの乗車券を求めることはできたが、長野線へ乗り入れる乗車券は求められなかったため、長野線に乗り換える場合はそのまま改札を通り、1両目前よりドアか2両目後よりドアで整理券を取り、須坂駅で乗り換えるときも整理券をそのまま所持し、乗り換えた列車の降車駅で精算する形だった。
なお、しなの鉄道線との乗り換え駅である屋代駅には乗り換えのための中間改札が存在しないため、乗り換えの場合は、それぞれ次のように取り扱っていた。
- しなの鉄道からの乗り換えは、しなの鉄道乗車券をそのまま所持し、降車駅において屋代駅からの運賃を含めた金額を支払う。
- しなの鉄道への乗り換えは、運転士に整理券・乗車券または屋代駅までの運賃を渡し精算済証明書の交付を受け、しなの鉄道車掌に精算済証明書を渡し、屋代駅からの乗車券を購入する。

廃線時点の有人駅・無人駅・委託駅
- 有人駅（駅員配置駅）：松代駅・須坂駅
- 無人駅：東屋代駅・雨宮駅・岩野駅・象山口駅・金井山駅・大室駅・信濃川田駅・若穂駅・綿内駅・井上駅
- 委託駅：屋代駅（しなの鉄道へ委託）

## 歴史

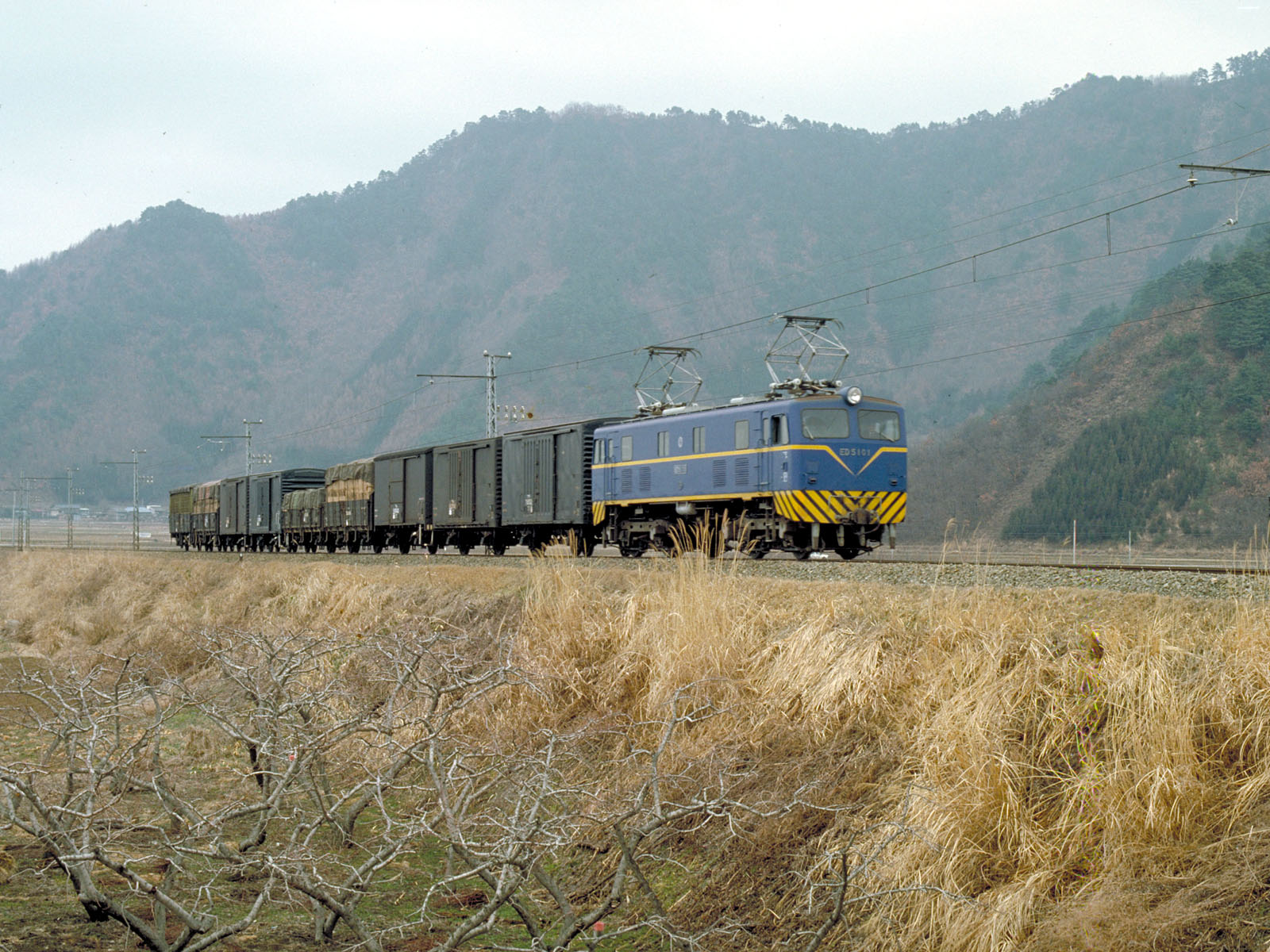
屋代線を走るED5100形貨物列車

松代など千曲川東岸の町々を結ぶ屋代線は、河東鉄道により1922年（大正11年）に屋代 - 須坂間が開業。1925年（大正14年）に木島まで延伸された。当初は蒸気機関車による運行であったが、1926年（大正15年）には屋代 - 須坂 - 木島間が電化された。

### 廃止までの流れ
2002年（平成14年）4月1日に信州中野 - 木島間の通称木島線が廃止されたことを受け、同年9月18日に運行形態に合わせて屋代 - 須坂間を屋代線として分離した。
2000年代から利用客の減少により、このまま営業を続けることは難しいとして、県と沿線3市に資金援助を要請するなど、厳しい状況にあった。そこで2009年（平成21年）に地元自治体や長電により「長野電鉄活性化協議会」が設立され、翌2010年（平成22年）から「地域公共交通の活性化及び再生に関する法律」による「長野電鉄屋代線総合連携計画」を発表し、サイクルトレインやパークアンドライド用駐車場整備といった社会実験を行った。
しかしながら、2011年（平成23年）2月2日に催された活性化協議会の議決で路線廃止と代替バスの設置が決定し、同年3月25日に国に廃止届を提出。2012年（平成24年）4月1日に廃止された。

### 年表
- 1920年（大正9年）
  - 5月3日：佐久鉄道に屋代 - 須坂間の免許交付[7]。
  - 9月6日：屋代 - 須坂間の免許を河東鉄道へ譲渡（許可）[8]。
- 1922年（大正11年）6月10日：河東鉄道により屋代駅 - 須坂駅間が開業（後の屋代線区間全通）。東屋代駅・雨宮駅・岩野駅・松代駅・金井山駅・町川田駅（後の信濃川田駅）・綿内駅・井上駅・須坂駅が開業[9]。
- 1923年（大正12年）3月12日：町川田駅を信濃川田駅に改称[10]。
- 1926年（大正15年）
  - 1月29日：河東鉄道全線電化[11]。
  - 9月30日：河東鉄道が長野電気鉄道を合併し長野電鉄に社名変更。屋代 - 須坂間は河東線の一部となる。
- 1934年（昭和9年）5月24日：象山口駅開業。
- 1951年（昭和26年）11月13日：大室駅開業。
- 1966年（昭和41年）7月1日：若穂駅開業。
- 1983年（昭和58年）
  - 10月27日：屋代駅 - 松代駅間で連動装置自動化。
  - 12月14日：屋代駅 - 須坂駅間でCTC使用開始（翌年2月1日から本使用開始）
- 1993年（平成5年）11月1日：屋代駅 - 須坂駅間ワンマン運転開始[12]。
- 1994年（平成6年）7月29日：千曲川支流の神田川の河川改修工事のため10月11日まで屋代駅 - 松代駅間を全面運休してバス代行とする[13]。
- 2002年（平成14年）9月18日：屋代駅 - 須坂駅間を屋代線と名称変更。
- 2011年（平成23年）
  - 2月2日：活性化協議会の議決により廃止が決定。
  - 3月25日：長野電鉄が国土交通大臣に鉄道事業廃止届出書を提出。
- 2012年（平成24年）4月1日：全線廃止[1]。長電バスによる代替バス「屋代須坂線」運行開始[14][15]。
- 2013年（平成25年）3月1日：保線用車両の出入りのため、残されていた旧第10号踏切が廃止される[16]。

## 駅一覧
- 全駅長野県内に所在。
- 線路（全線単線） … ◇：列車交換可、｜：列車交換不可

| 駅番号 | 駅名       | 駅間キロ | 営業キロ | 接続路線                 | 線路 | 所在地 |
| ------ | ---------- | -------- | -------- | ------------------------ | ---- | ------ |
| Y1     | 屋代駅     | -        | 0.0      | しなの鉄道：しなの鉄道線 | ｜   | 千曲市 |
| Y2     | 東屋代駅   | 1.3      | 1.3      |                          | ｜   | 千曲市 |
| Y3     | 雨宮駅     | 1.6      | 2.9      |                          | ｜   | 千曲市 |
| Y4     | 岩野駅     | 2.1      | 5.0      |                          | ｜   | 長野市 |
| Y5     | 象山口駅   | 2.5      | 7.5      |                          | ｜   | 長野市 |
| Y6     | 松代駅     | 1.1      | 8.6      |                          | ◇    | 長野市 |
| Y7     | 金井山駅   | 3.1      | 11.7     |                          | ｜   | 長野市 |
| Y8     | 大室駅     | 2.4      | 14.1     |                          | ｜   | 長野市 |
| Y9     | 信濃川田駅 | 1.6      | 15.7     |                          | ◇    | 長野市 |
| Y10    | 若穂駅     | 1.5      | 17.2     |                          | ｜   | 長野市 |
| Y11    | 綿内駅     | 1.7      | 18.9     |                          | ◇    | 長野市 |
| Y12    | 井上駅     | 2.5      | 21.4     |                          | ｜   | 須坂市 |
| NY13   | 須坂駅     | 3.0      | 24.4     | 長野電鉄：長野線         | ◇    | 須坂市 |

## 廃止後
旧屋代線の跡地は長野電鉄から沿線の千曲市・長野市・須坂市に対して一括無償譲渡された。各市は2012年12月に揃って「長野電鉄屋代線跡地活用基本構想」を出し、廃線敷の活用計画を立てた。市別のその後の変化は以下の通り。

### 千曲市
東屋代駅と雨宮駅は駅舎などが解体され更地となった。雨宮駅跡には消防団詰所が新設された。千曲市では一部を長野県屋代高等学校・附属中学校に譲渡する他は千曲市区間4.2km全て自転車・歩行者道に転用すると計画された。しかし、老朽化した戸倉上山田中学校の建て替えなど他の事業を実施する必要があり財源に限りがあること、またしなの鉄道線との並行部分の問題や市立学校の安全化、公共施設の保守工事などを理由に2020年時点では未着手であった。2023年に倉科踏切から東屋代団地まで950mの自転車歩行者道の整備に着手し、2023年（令和5年）9月11日に東屋代駅近くの屋代中学校踏切跡から屋代中学校北までの518mが開通し、2024年度末には400m延長された。

### 長野市
市内には、岩野駅・象山口駅・松代駅・金井山駅・信濃川田駅・若穂駅・綿内駅があった。2025年時点で駅舎が現存するのは松代駅と信濃川田駅のみとなっており、このうち松代駅は2025年度中に解体する計画が進められている。

#### 当初の鉄道復活構想
長野市では屋代線の線路を活用して次世代型路面電車（LRT）を走らせる構想があった。
廃止決定後の2011年12月6日、松代・若穂・篠ノ井・更北・川中島の沿線5地区の住民自治協議会長の連名で、長野電鉄屋代線廃止後の跡地を活用したLRTの導入を求める請願が長野市議会に提出され、同年12月16日の長野市議会12月定例会にて全会一致の賛成で採択となった。これを受けて長野市は市の交通対策審議会に諮問、新交通システム導入検討部会においてLRT及び長野駅 ‐ 松代駅間の新交通システム導入に関する調査検討を行った。LRT導入の可能性が跡地の活用方法と密接に関連することから、優先的に検討を行った。
廃止後の2012年7月、同審議会新交通システム導入検討部会は「初期投資に概算で158億円、運行費に年間9億2千万円必要である。沿線の人口密度からの試算した場合、採算をとるために1人当たり平均約1650円の運賃を要する。経営を維持するためには沿線人口及び利用客の大幅な増加が必要だが、駅を増設しても見込まれる利用者数は屋代線時代とほぼ変わらない。旧屋代線並みの運賃に据え置いて運行する場合は年間およそ8億円の赤字を市が補填しなければならず、現時点では導入は困難」との『中間報告』をまとめた。
これを受けて同審議会は「事業費や利用者数の見込みを考えると現実的ではない。導入困難との判断はやむを得ない」との結論に至り、その旨市長に答申した。同年8月、鷲沢正一長野市長は「LRTシステムの導入は財政負担が大きく、沿線住民の移動手段を確保する費用としては市民の理解を得られない」との理由からLRTの導入を事実上断念する意向を明らかにした。2013年3月、交通対策審議会はLRT導入を正式に断念、関連する新交通システム構想も実現不可能と表明し、既存のバス路線の見直しによる沿線住民の移動手段確保の可能性に言及した。跡地利用については三市とも今後さらに検討を進める。

#### その後
2012年12月の構想は「千曲川新道活性化プラン」と名付けられ、全線を自転車道として活用、信濃川田駅については「屋代線トレインメモリアルパーク」なる記念館を設置するとした。このうち若穂および松代周辺は2019年に一部が完成し、利用可能な状態となっている。2023年現在、千曲川新道は旧岩野駅 - 旧象山口駅間の一部、旧松代駅 - 旧大室駅間の一部、旧若穂駅 - 綿内駅間の一部で部分的に供用開始している。
一方、信濃川田駅のメモリアルパークについては計画が放棄され、展示予定だった2000系の廃車体も解体されている。今後は「旧信濃川田駅保存活用事業」を行うとしている。
市内の各駅は松代駅と信濃川田駅、綿内駅の3駅の駅舎が長らく残っていたが、綿内駅は2020年に解体された。松代駅においても、「旧松代駅跡地周辺環境整備事業」（旧称「旧松代駅舎保存活用事業」）により2025年度中の解体を目指しており予定通り解体が実行された場合には旧屋代線に駅舎が残るのは信濃川田駅のみとなる。また、これらの駅以外の駅舎は廃線になってから5年以内に全て解体されている。
2021年度から線路跡の自転車歩行者道への整備を進めており、2023年時点では長野市区間16.3kmのうち6.5kmで千曲川新道として併用が開始されている。

### 須坂市

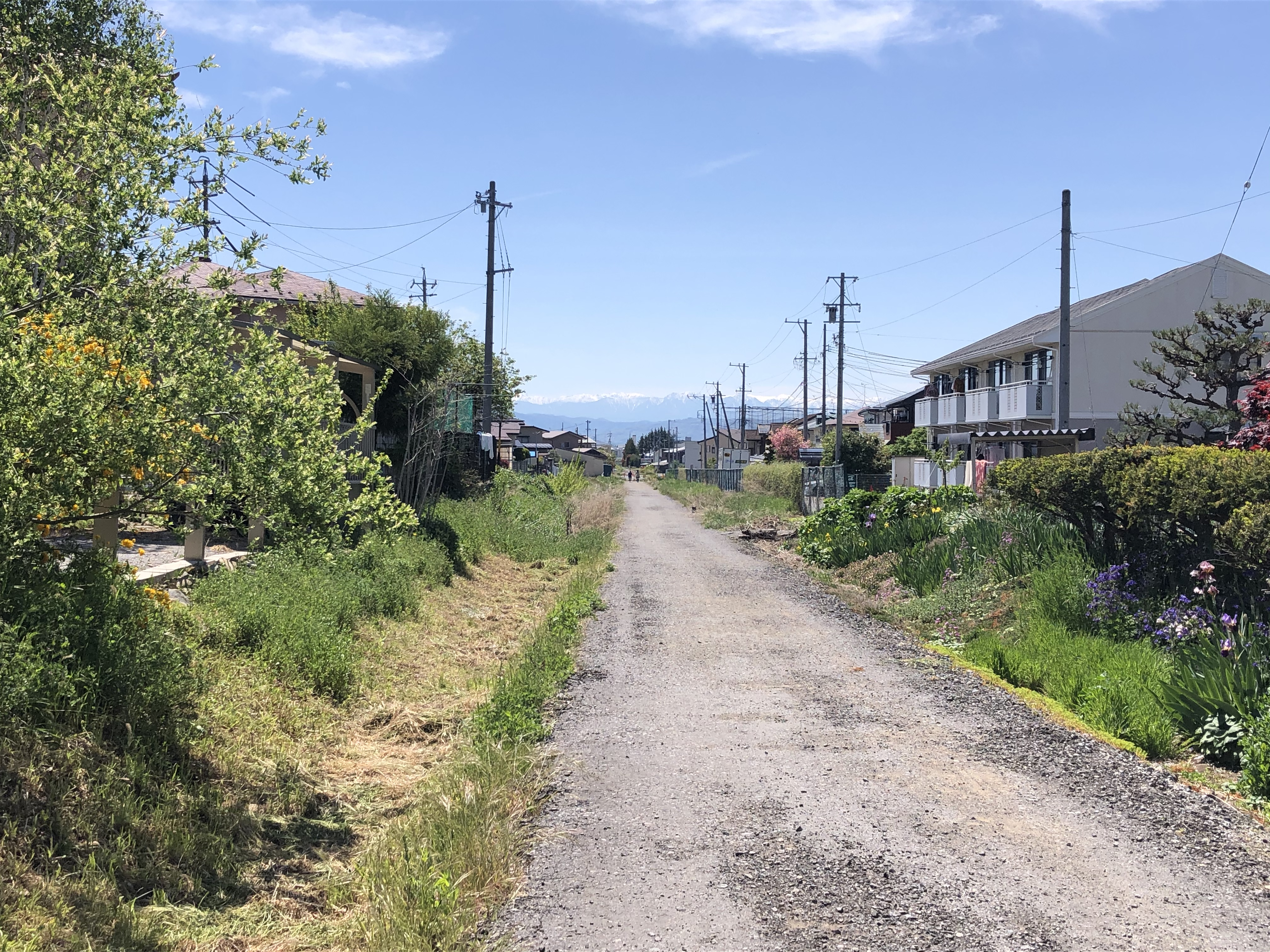
屋代線跡の遊歩道

須坂市は「全線を道路系として活用」とした。このうち須坂駅付近から境沢踏切までは、2015年に完成した「河東線記念公園」の一部として須坂市区間3.9kmうち2.8kmは粗雑な舗装を施し、自転車・歩行者専用道として開放された。しかし、それ以降は盛土や橋梁が存在するためにほとんど手付かずの状態となっている。だが、2023年時点では長野市境から鮎川橋梁南まで自転車通行帯のある道路として整備されている。
市内にあった井上駅の設備は解体され跡地には廃駅を示すモニュメントが建てられた。旧鮎川橋梁近くに九反田町ラウンドアバウトを整備し2025年3月25日から併用開始した。

### 代替バス
2012年4月1日に屋代須坂線として運行が開始された。運行はながでんグループ系列の長電バスとシンリク観光が担っている。
しかし所要時間が鉄道時代よりも大幅に長くなり利用も低迷し、2024年4月1日からは長野市内発着のバス路線が運転士不足により運転士が確保できるまで日曜日を運休とした。これに伴い須坂屋代線でも日曜日が運休となった。
それでも運転士が確保できないとして同年8月1日より、これまで平日と休日共通の運行本数を約2割減便することになった。
運行を担う長電バスは2025年8月12日に利用の殆どが通学利用で日中の利用が極端に少ないとして減便や撤退を含め検討すると発表した。